# Giovanni Andrea Gilio
Giovanni Andrea Gilio (Fabriano, ... – 1584) è stato un presbitero italiano, attivo nella seconda metà del XVI secolo. Ricordato per la sua produzione letteraria, in particolare per l'opera Due Dialogi.

## Biografia
Ecclesiastico di provincia, nacque a Fabriano nella prima metà del XVI secolo (la sua prima opera nota è del 1550).  Condusse una vita piuttosto ritirata, di cui poco si sa, e non si allontanò mai dalla sua terra natia, dedicandosi allo studio e all’erudizione personale. Nella sua carriera sacerdotale fu canonico di S. Venanzio; in seguito si ritirò nell’eremo di Suavicino (divenuto poi S. Domenico Loricato), divenendone anche priore. Qui morì probabilmente nel 1584.
La sua produzione letteraria spaziò su argomenti assai variegati, dalla apologetica agiografica e storico-erudita alla letteratura controversistica e polemista, dalla trattatistica più propriamente letteraria a quella storico-artistica e cortigiana. Anche lo stile rispecchia l’eclettismo dei suo interessi, andando dal modello classicheggiante del dialogo a quello più strutturato del trattato e del manuale. 
Il filo conduttore che lega tutta la sua produzione può comunque essere individuato nella costante preoccupazione pedagogica che, pur dalla sua prospettiva di ecclesiastico di provincia, rifletteva quanto veniva nel frattempo promosso dai lavori del Concilio di Trento (terminato nel 1563). Per questo suo impegno fu lodato dal gesuita Antonio Possevino nella sua Bibliotheca selecta, edita a Roma nel 1593.
Tra le sue opere note: il Trattato de la emulatione che il Demonio ha fatta a Dio ne l'adorazione, ne' sacrificii e ne le altre cose appartenenti alla divinità, che mirava alla difesa delle cerimonie del culto che la Chiesa cattolica tributava tradizionalmente ai santi, alle reliquie e alle immagini, rispetto alle accuse di idolatria mosse dai riformatori protestanti, cercando di distinguere il più precisamente possibile tra osservanza di un culto ortodosso e forme di superstizione (pubblicato a Venezia nel 1550);  la Vita di s. Atanasio patriarca di Alessandria (Venezia, 1559) che mostra il suo interesse per il genere agiografico;  Le persecutioni della Chiesa descritte in cinque libri, pubblicata sempre a Venezia nel 1573, e dedicata al cardinale Giacomo Savelli, opera anch’essa che segue gli intenti di propaganda, edificazione e istruzione tipici del Gilio; infine, l'ultimo suo scritto pubblicato fu Topica poetica, lavoro di carattere più piattamente compilativo, stampato a Venezia nel 1580 ma risalente nell'elaborazione a diversi anni addietro.

## IDue dialogi
Ma l’opera con cui Gilio è più noto presso gli studiosi moderni è i Due dialogi, pubblicata a Camerino presso Antonio Gioioso nel 1564 e dedicata al cardinale Alessandro Farnese.
Nel primo dialogo "si ragiona de le parti morali, e civili appartenenti a' letterati cortigiani et ad ogni gentilhuomo, e l'utile che i prencipi cavano dai letterati", ovvero su quelle qualità delle “buone maniere” che erano diventate oggetto di trattati letterari a partire dal famoso testo di Baldassarre Castiglione. Anche qui predominano gli interessi didascalici e gli ideali formativi del Gilio. È necessario infatti che il letterato cortigiano si dimostri anche "catholico, devoto, buon cristiano, ne che fusse d'heresia sospetto in qual si voglia minima parte". Gilio usa numerosi esempi etici attingendo non solo, com’era consuetudine, dalla storia antica, greca e romana, ma anche dall’agiografia cristiana, in un evidente intento polemico con i protestanti. Così accanto ad Aristotele compare Boezio, come figura esemplare di illuminato consigliere cristiano, e poi numerosi episodi tratti dalla Bibbia e dalle vite dei Santi.
Il secondo dialogo è quello su cui si è maggiormente appuntato l’interesse dei contemporanei; in esso "si ragiona de gli errori e degli abusi de' pittori circa l'historie, con molte annotationi fatte sopra il Giuditio di Michelangelo et altre figure, tanto de la vecchia quanto de la nova Capella; et in che modo vogliono essere dipinte le sacre imagini". 
Il trattato costituisce un'aperta reazione al manierismo imperante all'epoca e a quanto di soggettivo, capriccioso e forzato esso implicava. Il punto fermo è qui l'esigenza del decorum, declinato però soprattutto come adeguamento e rispetto pedissequo del testo sacro. Da questa esigenza scaturisce una capillare requisitoria contro gli "abusi" dei pittori, e il Giudizio Universale di Michelangelo ha un posto di primo piano nell’analisi dell’autore. Gilio fa un elenco minuzioso e pedantesco degli “errori” michelangioleschi, ma sempre rimanendo sul piano formale: ad esempio, il Giudizio dovrebbe raffigurare tutti con sembianze di uomini e donne a trentatré anni di età; Cristo non può essere imberbe, Maria non deve avere l’aria compassionevole, gli angeli devono avere le ali, etc. Questo perché il compito dell’artista non è dilettare, non è eccellere nell’arte, ma istruire, rimanendo fedele alla lettera dei testi sacri. E il nudo è assolutamente da evitare, poiché i particolari lascivi o che inducono al riso distolgono le anime dalla preghiera e dal timore di Dio, oltre ad essere indecorosi.
Gilio è stato interpretato dalla storiografia del XX secolo come un autore esemplare della Controriforma (in particolare da diversi storici dell’arte), ma la sua effettiva influenza sui contemporanei è stata poi messa seriamente in dubbio, in particolare a causa della scarsa diffusione che ebbe all'epoca la sua opera. I trattati sulla pittura di Jan Molanus e, soprattutto, di Gabriele Paleotti sono considerati di gran lunga più importanti per gli anni della Controriforma. Qualche studioso ha per di più contestato alla radice il fatto che Gilio possa considerarsi un autore in linea con l'ortodossia tridentina, per il fatto che muove le sue critiche verso il Giudizio Universale basandosi esclusivamente sulle Sacre Scritture e rifiutando la tradizione apostolica della Chiesa.